# Championnats d'Asie de karaté juniors 2008
Navigation
Championnats d'Asie de karaté juniors 2006 Championnats d'Asie de karaté juniors 2010
Les championnats d'Asie de karaté juniors 2008 ont eu lieu à Sabah, en Malaisie, en août 2008. Il s'agissait de la neuvième édition des championnats d'Asie de karaté juniors.